# Вогонь і крига (Коти-Вояки)
«Вогонь і крига» (англ. Fire and ice) — друга книга першого циклу «Пророцтва починаються» серії «Коти-вояки».

## Видання
Fire and Ice була вперше опублікована в США видавництвом HarperCollins у березні 2003 року. У Канаді книгу Fire and Ice видали в травні 2004, у Великій Британії — у червні 2003. Книга була перекладена на німецьку, японська, французька, російська та корейська. Видання в Китаї містило стереоскопічну картку з персонажем Синя Зірка.

## Сюжет
Продовження історії хатньої кицюні Рудька, який став вояком Громового Клану диких котів. Полювання у лісових хащах, ночівля під зоряним небом і повна свобода, яку ніхто не обмежує… Про що ще можна мріяти? Та чомусь Вогнесерд все частіше згадує своє минуле. Там були любов, тепло, ласка, а зараз навколо нього — байдужість і нерозуміння. Чи стане він врешті своїм для Клану, за який ладен віддати власне життя?

## Тематика
Основна тема «Вогню і льоду» полягає в тому, що «неважливо, звідки ти, важливо лише те, хто ти всередині». Інші теми включають вірність, зраду та заборонену любов.

## Критика
Книга отримала неоднозначні відгуки. Лінн Рутан (жур. Voice of Youth Advocates) зазначала, що попри окремі дивацтва в книзі, такі як невластиве кішкам прагнення жити на волі, роман являє собою динамічно розвивається пригода тварин, додавши, що «Хантер старанно працює над достовірністю котячої манірності та поведінки» і що «хоча більш витончених підлітків може відштовхнути манірний характер діалогів, більш юні читачі, ймовірно, цього не помітять і будуть захоплені пригодами Огнегрива».
Барбара Талкрофт (жур. Children's Literature) навпаки, вважала сюжет «плоским, повторюваним, занадто затягнутим і зрештою незадовільним, інакше як, можливо, для відданих любителів кішок або читачів, які насолоджуються надуманими світами». Критик Ліза Пролман (жур. School Library Journal) зауважила, що читачам, незнайомим з першим романом, буде важко встежити за подіями та персонажами, а також відзначила площину характерів і передбачуваний сюжет.